# 삼풍백화점
삼풍백화점(三豐百貨店, 영어: Sampoong Department Store)은 1989년 삼풍건설산업이 서울특별시 서초구 서초동 1685-3 (현 서울특별시 서초구 서초중앙로 188, 아크로비스타 부지)에 세웠던 대한민국의 백화점이었다. 1989년 12월 1일부터 1995년 6월 29일까지 영업했다. 당시 매출액 기준 대한민국 업계 제1위를 달리던 초호화 백화점이었으며 롯데백화점 본점 다음가는 규모의 백화점이었다. 그러나 1995년 6월 29일 대형 붕괴 사건으로 해체 및 철거 이후 폐업하였다.

## 역사
삼풍백화점은 지난 1987년 착공을 시작하였으나 당시에는 4층구조의 상가용 건물로 허가를 받은 상태였다. 하지만 본래 해당 지역은 주거용 토지로서 상업용 건물이 들어설 수 없는 곳이었다. 이에 따라 당시 삼풍건설은, 서초구청장이었던 이충우과는 에게 뇌물을 건네고 인허가를 받아냈다. 그리고 건축을 하면서 삼풍은 본래의 용도에서 백화점으로 용도를 변경하였고 기존 허가 구조대신 1개의 층을 추가로 얹어 5층으로 건축을 진행하고 싶어했지만, 당시 시공사인 우성건설이 사전 계획에 없는 개조에 따라 붕괴 위험성을 이유로 증축을 거부, 결국 우성건설과의 시공 계약을 중도 파기하고 삼풍건설산업에 건축을 위임하였다. 본래 건축구조 변경시에는 구조를 강화하며 진행하여야 하나 당시 삼풍은 오히려 구조를 약화시키키는 방법으로 건축을 하였는데 기존의 "L'자형 철근 대신 "ㅡ"자형 철근을 사용하였는데 "L'자형 철근은 만일에 있을 건물 붕괴시, 붕괴를 저지해주는 역할을 하나 삼풍은 이를 묵살하였고 에스컬레이터 설치를 위해 해당 기둥을 25% 절단, 이로 인해 기둥이 건물의 하중을 견디기 힘든 정도로 만들었다. 그럼에도 불구하고 붕괴 후 거의 대부분의 전문가들은 이 방식으로 6년을 버틴 삼풍백화점이 기이하다고 평가할 정도로 설계변경 부실 시공이 이루어졌다.

## 붕괴

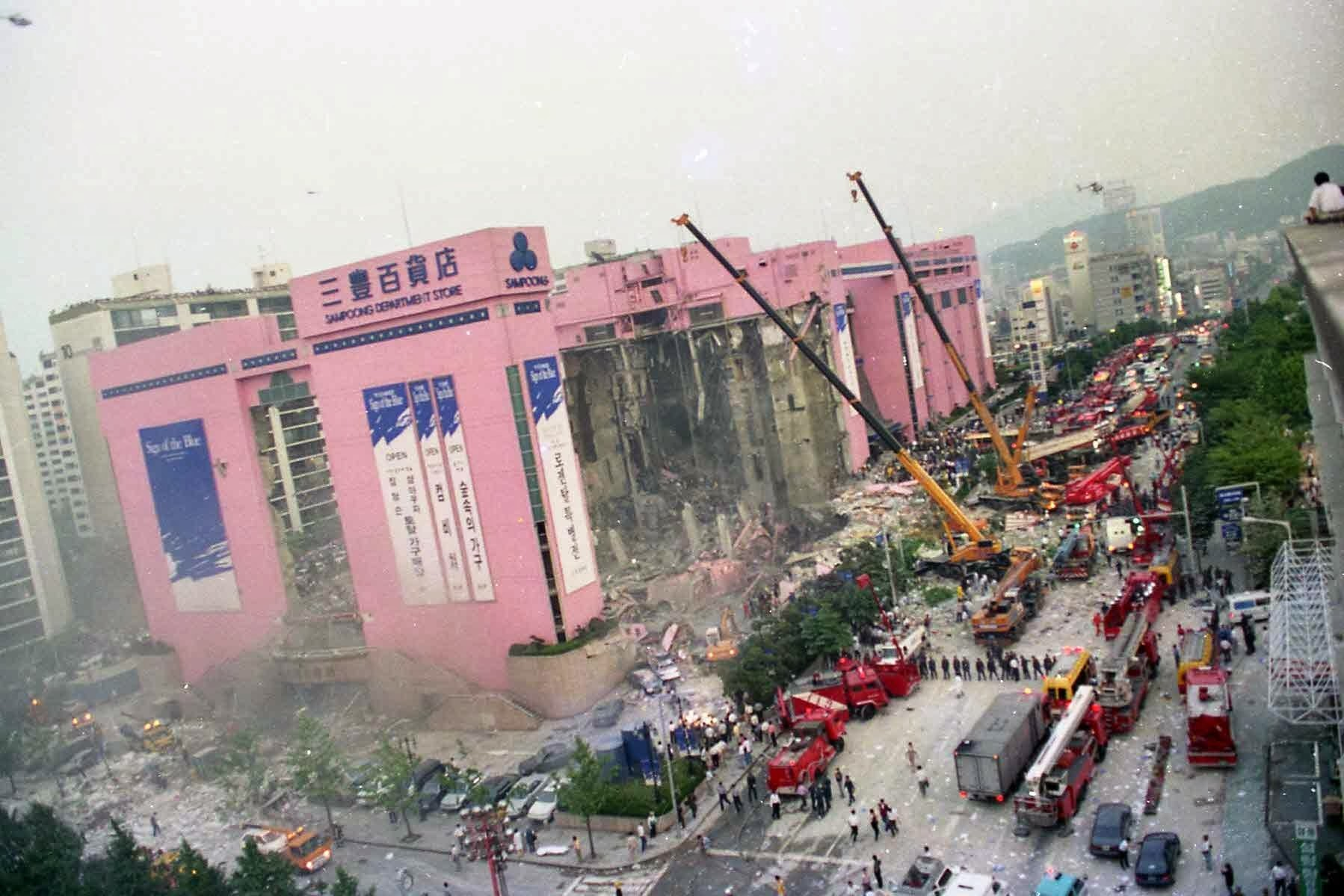
붕괴된 직후의 모습

삼풍백화점은 1989년 12월 1일 오전 10시 30분 개장 행사한 후 영업을 시작하였다. 건설 당시 무리한 설계변경과 하중 계산 무시가 있었고 본래 아파트 상가인 삼풍랜드와 행정동으로 사용할 예정이었지만 건물 용도를 백화점으로 변경한 후 4층 건물에서 5층으로 억지로 증축하면서 기둥 둘레를 줄이는 등 부실히 공사했다. 이것은 후일 건물이 붕괴되는 대참사의 원인으로서 작용했다.
또한 5층을 식당으로 사용하면서 온돌까지 놓아 무게가 가중되었다. 옥상에는 냉각탑 3대를 놓았는데 냉각수까지 넣으면 무게가 87톤이 된다고 했다. 여기다 인근 주민들의 항의 때문에 냉각탑을 반대쪽으로 옮겼는데 이때 돈을 아끼려고 크레인을 사용하지 않고 롤러를 장착해서 옮겼다. 이것때문에 건물 전체에 균열이 생기고 붕괴 원인이 되었다.
삼풍백화점은 붕괴 며칠 전부터 금이 가고 천장에서 시멘트 가루가 떨어지면서 건물이 기우는 등 붕괴와 관련된 여러 징조가 있었지만 경영진은 영업을 계속하였다. 1년 만에 무너져도 이상하지 않을 정도로 문제가 많은 건물이었지만, 무량판 구조의 신공법 덕분에 6년간이나 버텼다.
붕괴 직전에 간부들은 조만간 생길 피해를 알고도 직원과 고객을 대피하게 하지 않고서 그저 5층만 폐쇄한 채 백화점에서 탈출하였다고 알려져 있었으나, 삼풍백화점의 임원진들은 붕괴시점까지도 백화점 건물 내에서 건물 보수 대책회의를 하고 있었다. 다만, 이들의 회의실이 붕괴되었던 A동이 아니라 B동에 위치하여 목숨을 건질 수 있었던 것으로. 이들은 붕괴시점까지도 보수에 필요한 자재와 인원들을 확보하는데 여념이 없었다고 증언한다.
직원들과 고객들은 아무것도 모른 채로 백화점 내부에 있다가 1995년 6월 29일 오후 5시 55~57분 엘리베이터 타워를 제외한 삼풍백화점 A동 전체가 결국 붕괴되었다.
이 사고로 502명이 죽었고 937명이 다쳤으며 6명이 실종되어 사상자가 총 1,445명이나 발생하는 등 한국전쟁 이후 대한민국 역사상 최대 인명 피해로 기록되었다. 이후 서울특별시 서초구 양재동 시민의 숲에 추모비가 세워졌고 삼풍백화점이 있던 자리에는 현재 주상복합 아파트인 아크로비스타가 들어서 있다.

## 구성
| A동      | A동                                       | 중앙 광장                                 | B동                                       |                                           |
| -------- | ----------------------------------------- | ----------------------------------------- | ----------------------------------------- | ----------------------------------------- |
| 5층      | 전문 식당가                               | 중앙 광장                                 | 삼풍스포츠맥스, 수영장, 이발소            |                                           |
| 4층      | 문화, 가정용품, 혼수용품                  | 중앙 광장                                 | 삼풍스포츠맥스                            |                                           |
| 3층      | 남성의류, 캐주얼, 스포츠                  | 중앙 광장                                 | 갤러리, 문화센터, 상가, 업무시설          |                                           |
| 2층      | 여성의류                                  | 중앙 광장                                 | 증권사, 상가                              |                                           |
| 1층      | 잡화, 해외수입브랜드, 화장품              | 중앙 광장                                 | 약국, 은행, 상가                          |                                           |
| 지하 1층 | 슈퍼마켓, 식품관, 주방용품, 유아용품 서점 | 슈퍼마켓, 식품관, 주방용품, 유아용품 서점 | 슈퍼마켓, 식품관, 주방용품, 유아용품 서점 | 슈퍼마켓, 식품관, 주방용품, 유아용품 서점 |
| 지하 2층 | 지하주차장, 창고                          | 지하주차장, 창고                          | 지하주차장, 창고                          | 지하주차장, 창고                          |
| 지하 3층 | 지하주차장, 직원식당, 직원 대기실         | 지하주차장, 직원식당, 직원 대기실         | 지하주차장, 직원식당, 직원 대기실         | 지하주차장, 직원식당, 직원 대기실         |
| 지하 4층 | 기계실                                    | 기계실                                    | 기계실                                    | 기계실                                    |

## 같이 보기
- 남해 창선대교 붕괴사고
- 나산백화점
- 와우아파트 붕괴 참사
- 성수대교 붕괴 사고
- 대구 상인동 가스 폭발 사고
- 대구 지하철 화재 참사
- 2013년 다카 근교 건물 붕괴 사고
- 경주 마우나오션리조트 체육관 붕괴 사고
- 세월호 침몰 사고